# 벼룩이자리

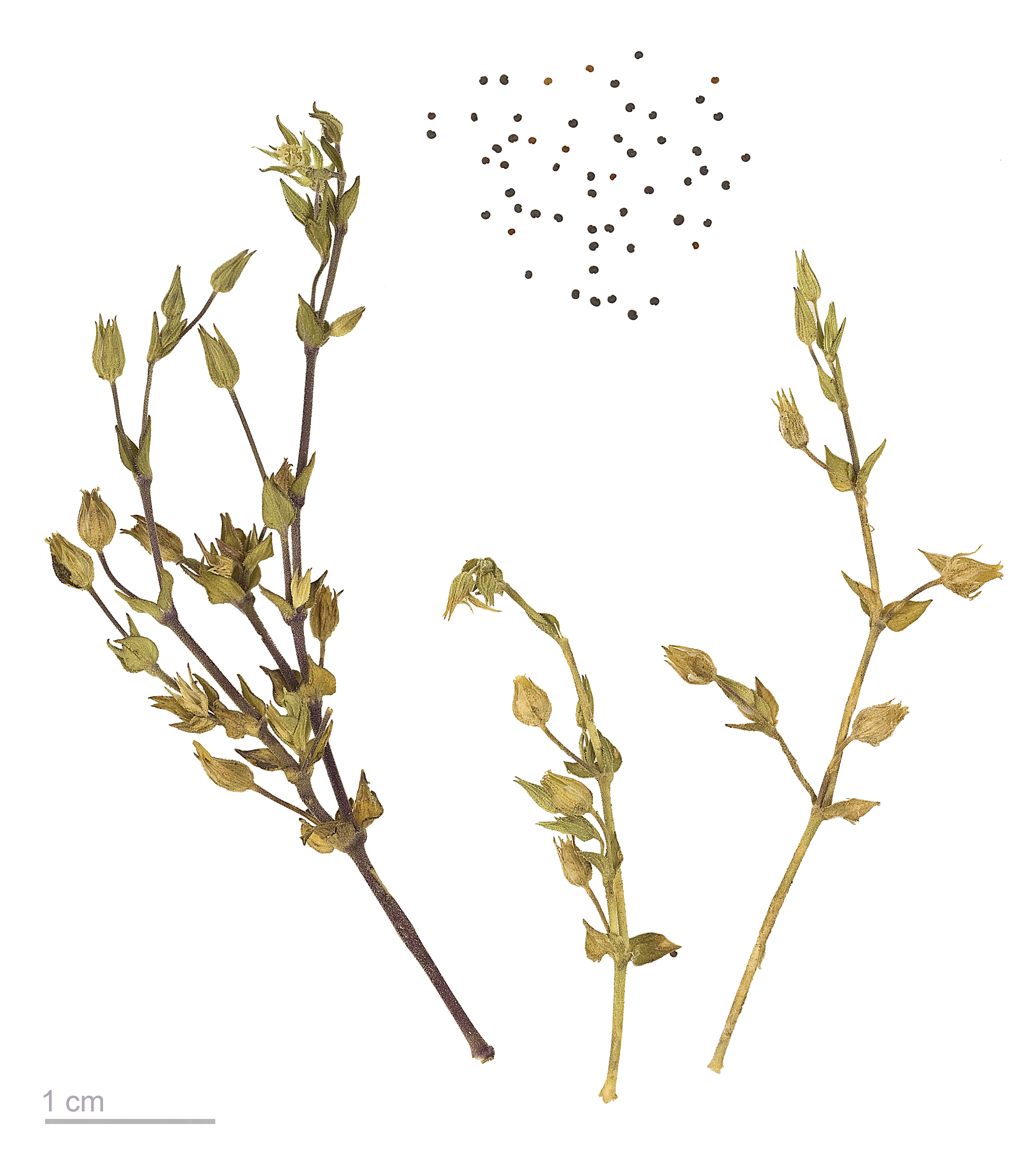
Arenaria serpyllifolia

벼룩이자리는 석죽과에 속하는 두해살이풀이다. 전 세계에 널리 퍼져 산다.

## 생태
길가나 밭둑, 풀밭에서 흔히 자란다. 줄기 높이는 10~25 센티미터이며 가늘고 기부에서 가지가 많이 갈라진다. 흰 털이 밑을 향하며 난다. 잎은 마주나고 달걀꼴 또는 긴둥근꼴이며, 길이 3~7센티미터, 너비 1~5밀리미터쯤 된다. 양면에 털이 나고 잎자루는 없다. 꽃은 흰색으로 4~5월에 잎겨드랑이에서 나온 꽃대에 하나씩 달려 핀다. 꽃의 지름이 4밀리미터 정도로 아주 조그맣다. 수술은 10개, 암술은 3개이며 꽃잎 끝이 갈라지지 않는다. 꽃받침조각은 5개이고 털이 나며 꽃잎보다 조금 길다. 열매는 삭과이며 익으면 6개로 갈라진다.

## 사진

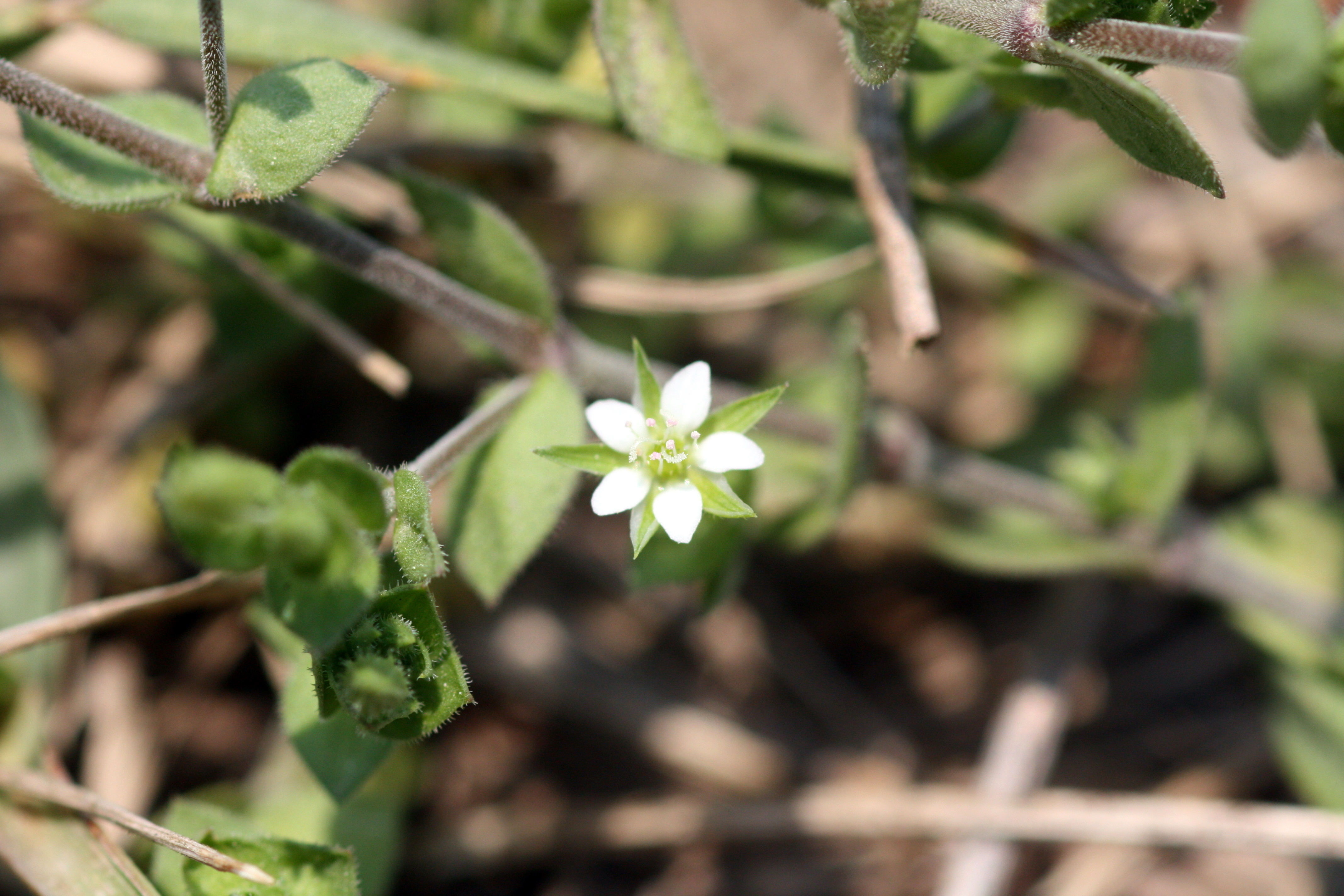
잎, 줄기, 꽃
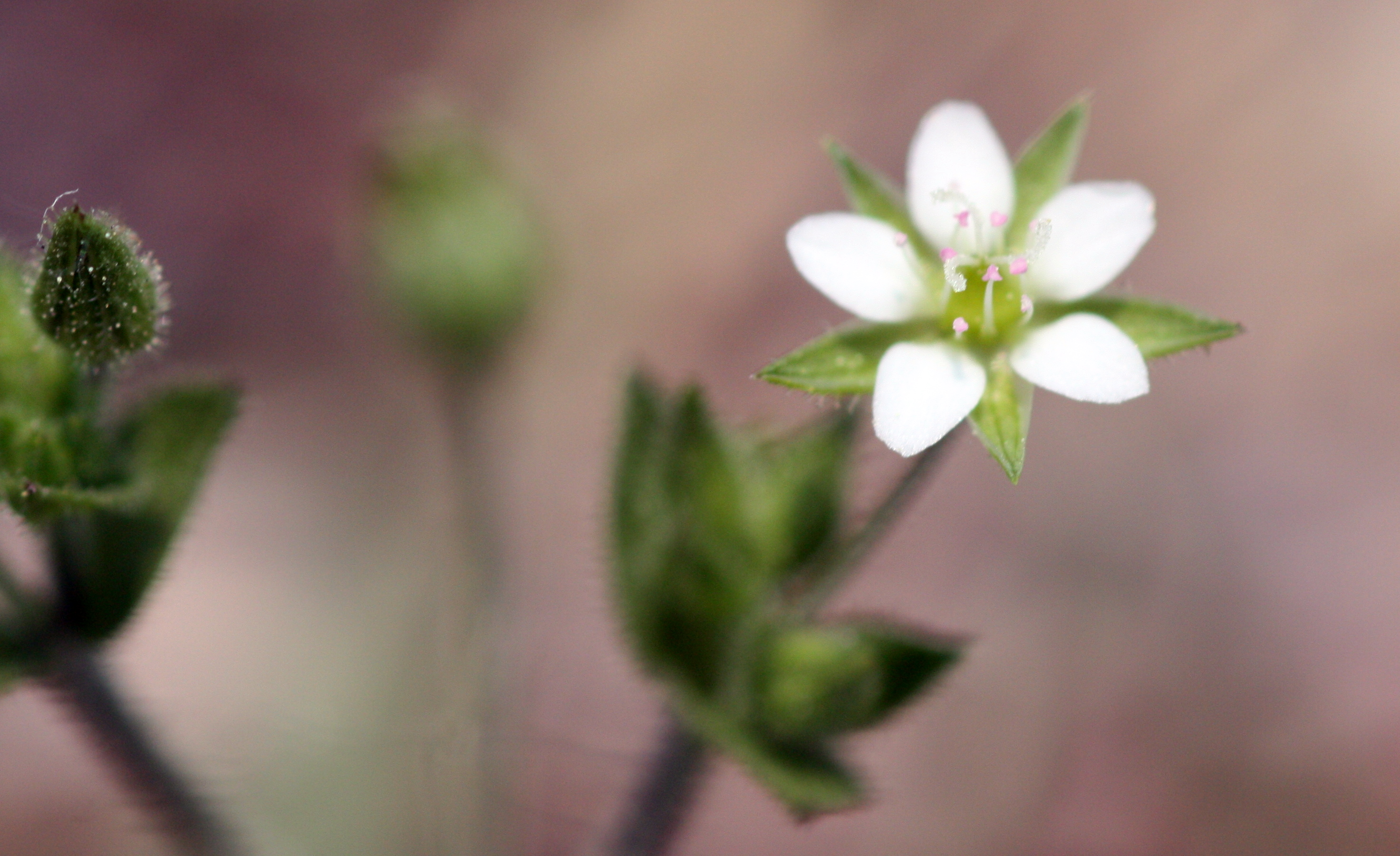
꽃봉오리, 꽃
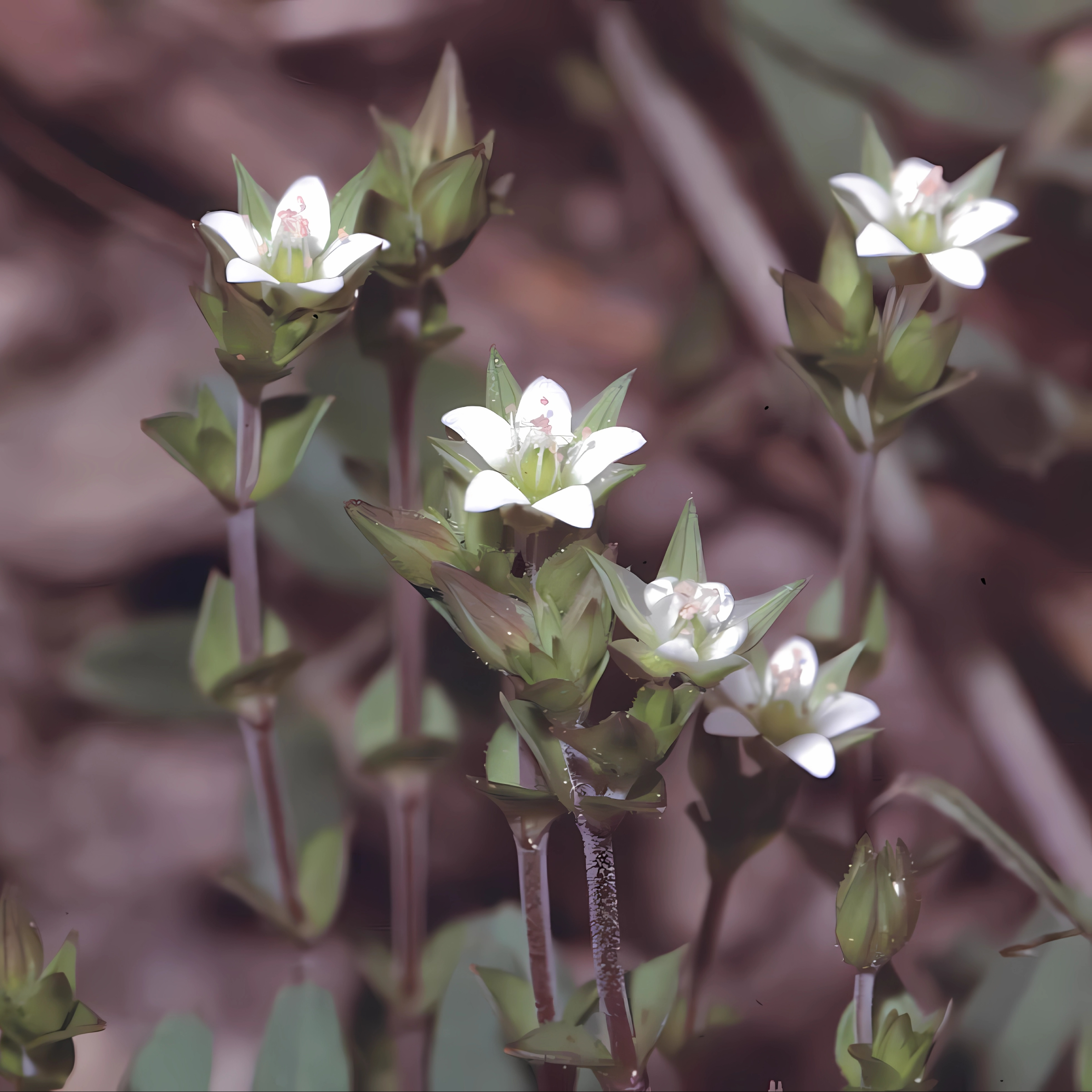
곧추 선 꽃대

## 참고 문헌
- 고경식; 김윤식 (1988). 《원색한국식물도감》. 아카데미서적.
- 이동혁 (2007). 《오감으로 찾는 우리 풀꽃》. 도서출판 이비컴. ISBN 978-89-89484-57-8.